# 23 декабря
23 декабря — 357-й день года (358-й в високосные годы) по григорианскому календарю.
До конца года остаётся 8 дней.
До 15 октября 1582 года — 23 декабря по юлианскому календарю, с 15 октября 1582 года — 23 декабря по григорианскому календарю.
В XX и XXI веках соответствует 10 декабря по юлианскому календарю.

## Праздники и памятные дни

### Национальные
- Япония — День рождения Императора на покое.

### Религиозные
Православие
- Память мучеников Мины, Ермогена и Евграфа (ок. 313)[4];
- память святителя Иоасафа, епископа Белгородского (1754);
- память мученика Гемелла Пафлагонянина (ок. 361)[5];
- память преподобного Фомы Дефуркина, игумена (X в.)[6];
- память блаженного Иоанна (1503) и родителей его блаженных Стефана (1446) и Ангелины, правителей Сербских;
- память священномучеников Иакова Шестакова, Александра Шкляева, Евграфа Плетнёва, пресвитеров, мученика Михаила Плетнёва (1918);
- память священномучеников Анатолия Правдолюбова, Александра Туберовского, Евгения Харькова, Константина Бажанова, Николая Карасёва, пресвитеров и с ними мучеников Петра Гришина, Евсевия Тряхова, Михаила Якунькина, Дорофея Климашева, Лаврентия Когтева, Григория Берденёва, мучениц Александры Устюхиной и Татианы Егоровой, священномученика Михаила Кобозева, пресвитера, преподобномученика Сергия (Сорокина), иеромонаха (1937);
- память священномучеников Николая Розова и Алексия Введенского, пресвитеров (1938);
- память исповедниц Анны Ивашкиной, Татианы Бякиревой (1948) и Феклы Макушевой (1954);
- память преподобной Анны (Столяровой) исповедницы, схимонахини (1958).

## События

### До XX века
- 484 — после смерти Гунериха королём вандалов становится Гунтамунд.
- 558 — Хлотарь I окончил объединение Франкского королевства под своей властью.
- 583 — Иш-Йоль-Икналь восходит на трон Баакульского царства.
- 1672 — итальянский астроном Джованни Кассини обнаружил очередной спутник Сатурна — Рею.
- 1783 — Джордж Вашингтон сложил с себя полномочия главнокомандующего Континентальной армии.
- 1876 — принята первая конституция Османской империи.

### XX век
- 1900 — Реджинальд Фессенден провёл первый в мире сеанс звуковой радиопередачи.
- 1904 — в Вильнюсе выходит первая легальная газета на литовском языке «Вильняус жиниос» («Вильнюсские вести»).
- 1913 — основана Федеральная резервная система (США) из некоторых крупных банков. До сегодняшнего дня только банки, входящие в систему, имеют право осуществлять эмиссию долларов.
- 1947
  - Первая демонстрация транзистора на Bell Labs.
  - Указом Президиума Верховного Совета СССР 1 января объявлено праздничным днём и выходным[7].
- 1953 — в СССР расстреляны Л. П. Берия, В. Н. Меркулов, Б. З. Кобулов, С. А. Гоглидзе, П. Я. Мешик, В. Г. Деканозов и Л. Е. Влодзимирский.
- 1954 — первая в истории успешная трансплантация почки осуществлена американскими хирургами Джозефом Марреем и Хартвеллом Харрисоном.
- 1963 — папа римский Павел VI повысил статус Украинской грекокатолической церкви с уровня митрополии до уровня верховного архиепископства.
- 1972
  - Землетрясение в Манагуа (Никарагуа) магнитудой 6,2. Количество погибших оценивается от 5 до 11 тыс. человек.
  - Спасение 16 выживших спустя 73 дня после крушения самолёта рейса 571 компании Air Force в Андах; чтобы выжить, они были вынуждены есть тела погибших пассажиров.
- 1973 — катастрофа Ту-124 подо Львовом, 17 погибших.
- 1979:
  - Афганская война: советские войска заняли Кабул
  - Катастрофа F28 под Анкарой. 41 погибший[8].
- 1984 — катастрофа Ту-154 у Красноярска, 110 погибших.
- 1986 — советский диссидент Андрей Сахаров и его жена Елена Боннэр вернулись из семилетней ссылки в Горьком в Москву.
- 1990 — на референдуме об отделении Словении от Югославии 88,5 % граждан проголосовали «За».
- 1994 — официально издан Указ об автономном территориальном образовании Гагаузия (Gagauz-Yeri) в составе Республики Молдова.

### XXI век
- 2008 — военный переворот в Гвинее.
- 2009 — взрыв на шахте «Естюнинская» (ОАО «Высокогорский горно-обогатительный комбинат») в Нижнем Тагиле, погибли 9 человек[9].

## Родились
См. также: Категория:Родившиеся 23 декабря

### До XVIII века
- 968 — Чжэнь-цзун (ум. 1022), 3-й китайский император династии Сун (997—1022).
- 1173 — Людвиг I (ум. 1231), герцог Баварии (с 1183).
- 1544 — Анна Саксонская (ум. 1577), дочь курфюрста Саксонии Морица.
- 1573 — Джованни Баттиста Креспи (ум. 1632), итальянский художник, скульптор, архитектор.
- 1597 — Мартин Опиц (ум. 1639), немецкий поэт.
- 1689 — Жозеф Боден де Буамортье (ум. 1755), французский композитор.

### XVIII век
- 1722 — Аксель Кронстедт (ум. 1765), шведский химик и минералог, открывший никель.
- 1732 — Ричард Аркрайт (ум. 1792), английский текстильный промышленник и изобретатель.
- 1750 — Фридрих Август III (ум. 1827), курфюрст саксонский, с 1806 г. король Саксонии под именем Фридрих Август I.
- 1777 — Александр I (ум. 1825), российский император (1801—1825).
- 1790 — Жан-Франсуа Шампольон (ум. 1832), французский историк-ориенталист и лингвист, основатель египтологии.
- 1791 — Адам Бенедикт Йохер (ум. 1860), польский библиограф и филолог.
- 1793 — Дост Мухаммед (ум. 1863), афганский эмир (1834—1839, 1842—1863).
- 1799 — Карл Брюллов (ум. 1852), русский художник, представитель академизма.

### XIX век
- 1802 — Сара Кольридж (ум. 1852), английская поэтесса.
- 1804 — Шарль Огюстен де Сент-Бёв (ум. 1869), французский литературовед и литературный критик.
- 1805 — Джозеф Смит (убит в 1844), американский религиозный деятель, основатель Церкви мормонов в штате Нью-Йорк.
- 1810 — Карл Рихард Лепсиус (ум. 1884), немецкий археолог и египтолог.
- 1822 — Вильгельм Бауэр (ум. 1875), инженер, конструктор первых немецких подводных лодок.
- 1858 — Владимир Немирович-Данченко (ум. 1943), театральный режиссёр, драматург, критик, один из первых народных артистов СССР.
- 1874 — Екатерина Корчагина-Александровская (ум. 1951), русская актриса театра и кино, народная артистка СССР.
- 1878 — Степан Тимошенко (ум. 1972), российский, украинский и американский учёный-механик.
- 1881 — Хуан Рамон Хименес (ум. 1958), испанский поэт, лауреат Нобелевской премии (1956).
- 1890 — Иван Филимонов (ум. 1966), русский советский невролог, невропатолог, нейроанатом, академик АМН СССР.
- 1896 — Джузеппе Томази ди Лампедуза (ум. 1957), итальянский аристократ и писатель.
- 1897 — Рене «Тито» Борхас (ум. 1931), уругвайский футболист, олимпийский чемпион (1928).

### XX век
- 1905 — Николай Михайлов (ум. 1982), русский советский писатель, автор путевых очерков.
- 1907 — Авраам Штерн (убит в 1942), еврейский поэт и общественный деятель, создатель и руководитель подпольной организации «Лехи».
- 1908
  - Юсуф Карш (ум. 2002), канадский фотограф армянского происхождения, выдающийся мастер портретной фотографии.
  - Сергей Урусевский (ум. 1974), советский кинооператор, режиссёр, художник.
- 1916 — Дино Ризи (ум. 2008), итальянский кинорежиссёр и сценарист.
- 1917 — Валентина Серова (ум. 1975), актриса театра и кино, заслуженная артистка РСФСР, лауреат Сталинской премии.
- 1918 — Гельмут Шмидт (ум. 2015), немецкий политик, 5-й федеральный канцлер ФРГ (1974—1982).
- 1920 — Аскад Мухтар (ум. 1997), узбекский писатель, поэт и переводчик.
- 1922 — Мишлин Остермейер (ум. 2001), французская легкоатлетка, двукратная олимпийская чемпионка (1948), пианистка.
- 1924 — Михаил Водяной (ум. 1987), артист оперетты, киноактёр, театральный режиссёр, конферансье, народный артист СССР.
- 1926 — Лев Цуцульковский (ум. 2016), советский и российский режиссёр театра и телевидения, сценарист.
- 1929 — Чет Бейкер (ум. 1988), американский джазовый трубач, руководитель ансамбля.
- 1931 — Лев Дуров (ум. 2015), актёр театра и кино, театральный режиссёр, педагог, публицист, народный артист СССР.
- 1933 — Акихито, 125-й император Японии (1989—2019).
- 1934 — Наталья Фатеева, актриса театра, кино и телевидения, ведущая, народная артистка РСФСР.
- 1936 — Юлий Ким, советский и российский поэт, композитор, драматург, сценарист, бард.
- 1939 — Вячеслав Куприянов, советский и российский писатель, поэт, переводчик.
- 1940
  - Йорма Кауконен, американский гитарист, один из основателей рок-группы «Jefferson Airplane».
  - Мамнун Хусейн (ум. 2021), пакистанский государственный и политический деятель. Президент Пакистана (2013—2018).
- 1943
  - Михаил Громов, советский, французский и американский математик, лауреат Абелевской премии (2009).
  - Сильвия, королева Швеции, супруга короля Карла XVI Густава.
- 1944 — Уэсли Кларк, американский генерал.
- 1945 — Валерий Рыжаков (ум. 2015), советский актёр театра и кино, заслуженный артист РСФСР.
- 1946 — Эдита Груберова (ум. 2021), словацкая оперная певица.
- 1950 — Висенте Дель Боске, испанский футболист и тренер.
- 1953 — Мария Романова, глава Российского императорского дома.
- 1955 — Илко Димитров, болгарский поэт.
- 1956
  - Микеле Альборето (погиб в 2001), итальянский автогонщик, вице-чемпион мира в классе «Формула-1» (1985).
  - Дэйв Мюррей, английский гитарист, автор песен, один из старейших участников хэви-метал-группы «Iron Maiden».
- 1959 — Сергей Алексашенко, российский экономист, общественный и государственный деятель.
- 1960 — Василий (Росляков) (убит в 1993)иеромонах Русской православной церкви, поэт, один из трёх монахов, убитых в Оптиной пустыни в пасхальное утро 1993 года (двое других — иноки Ферапонт и Трофим).
- 1964 — Эдди Веддер (при рожд. Эдвард Луис Северсон III), американский музыкант, вокалист рок-группы «Pearl Jam».
- 1967 — Карла Бруни, итало-французская топ-модель, композитор и певица, супруга 23-го президента Франции Николя Саркози.
- 1968
  - Анджела Джонс, американская актриса кино и телевидения.
  - Инга Оболдина (при рожд. Гудимова), актриса театра и кино, театральный режиссёр, сценарист, заслуженная артистка РФ.
  - Мануэль Ривера-Ортис, американский фотограф пуэрто-риканского происхождения.
- 1969 — Пётр Марченко, российский тележурналист, радио- и телеведущий.
- 1970 — Катриона Лемэй-Доан, канадская конькобежка, двукратная олимпийская чемпионка.
- 1975 — Роберт Бартко, немецкий велогонщик, двукратный олимпийский чемпион.
- 1976 — Юлия Чепалова, российская лыжница, трёхкратная олимпийская чемпионка (1998, 2002, 2006), двукратная чемпионка мира.
- 1984 — Максим Кац, российский политик.
- 1986
  - Балаж Джуджак, венгерский футболист.
  - Ти Джей Оши, американский хоккеист, обладатель Кубка Стэнли (2018).
- 1991 — Кайрен Уилсон, английский игрок в снукер, победитель Всемирных игр (2017).
- 1997 — Матея Йелич, хорватская тхэквондистка, олимпийская чемпионка (2020).
- 1999 — Дмитрий Козловский, российский фигурист (парное катание), чемпион Европы (2020).

### XXI век
- 2001 — Стефан Баич, францзуский футболист, вратарь.
- 2002
  - Финн Вулфхард, канадский актёр и певец.
  - Нене Доржелес, малийский футболист.
- 2004 — Факундо Буонанотте, аргентинский футболист.
- 2005 — Пауль Ваннер, немецкий футболист.

## Скончались
См. также: Категория:Умершие 23 декабря

### До XIX века
- 484 — Гунерих, король вандалов и аланов (477—484).
- 1789 — Шарль-Мишель де л’Эпе (р. 1712), французский аббат, один из основоположников сурдопедагогики.
- 1790 — Михаил Щербатов (р. 1733), русский историк, публицист, философ.

### XIX век
- 1831 — графиня Эмилия Плятер (р. 1806), собирательница белорусского фольклора и участница польского восстания 1830 г.
- 1834 — Томас Мальтус (р. 1766), английский священник, демограф и экономист.
- 1895
  - Сергей Степняк-Кравчинский (р. 1851), русский писатель, народник-террорист.
  - Джон Рассел Хайнд (р. 1823), английский астроном.
- 1898 — Николай Бенуа (р. 1813), российский архитектор, с 1850 г. главный архитектор Петергофа.

### XX век
- 1907 — Пьер Жюль Сезар Жансен (р. 1824), французский астроном.
- 1911 — Николай Златовратский (р. 1845), русский писатель.
- 1915 — Кларенс Рук (р. 1862), британский писатель и журналист.
- 1920 — Вальтер Магнус Рунеберг (р. 1838), финский скульптор.
- 1927 — Мотеюс Густайтис (р. 1870), литовский поэт и переводчик.
- 1934 — Георг Элиас Мюллер (р. 1850), немецкий психолог.
- 1939 — Антони Герман Герард Фоккер (р. 1890), нидерландский авиаконструктор и авиапромышленник.
- 1940 — Филипп Малявин (р. 1869), русский художник-импрессионист.
- 1941 — Василий Богородицкий (р. 1857), русский советский лингвист, филолог, один из основателей казанской лингвистической школы.
- 1942 — Константин Бальмонт (р. 1867), русский поэт Серебряного века, переводчик, эссеист.
- 1944 — Чарльз Дана Гибсон (р. 1867), американский художник и иллюстратор.
- 1947 — Сергей Толстой (р. 1863), русский советский композитор, музыкальный этнограф, сын Л. Н. Толстого.
- 1948 — Хидэки Тодзё (р. 1884), японский военный и политический деятель, премьер-министр Японии (1941-1944).
- 1949 — Отакар Виндиш (р. 1884), чехословацкий хоккеист, трёхкратный чемпион Европы.
- 1953 — расстрелян Лаврентий Берия (р. 1899), советский партийный и государственный деятель, руководитель органов госбезопасности и советского атомного проекта.
- 1966 — Василий Пронин (р. 1905), оператор и кинорежиссёр, народный артист РСФСР.
- 1968 — Хажим Джумалиев (р. 1907), казахский советский поэт.
- 1970 — Шакен Айманов (р. 1914), казахский советский актёр и режиссёр театра и кино, народный артист СССР.
- 1972 — Андрей Туполев (р. 1888), советский авиаконструктор, трижды Герой Социалистического Труда.
- 1973 — Джерард Койпер (р. 1905), нидерландо-американский астроном.
- 1980 — Крис Невилл (р. 1925), американский писатель-фантаст.
- 1985
  - Ферхат Аббас (р. 1899), алжирский политический и государственный деятель.
  - Принц Бира (р. 1914), тайский автогонщик, пилот «Формулы-1».
- 1996
  - Владимир Балашов (р. 1920), актёр театра и кино, заслуженный артист РСФСР.
  - Евдокия (Эда) Урусова (р. 1908), актриса театра и кино, народная артистка РСФСР.
- 1998 — Анатолий Рыбаков (р. 1911), русский советский писатель.
- 1999 — Тимур Гайдар (р. 1926), советский моряк-подводник, контр-адмирал, журналист, писатель, сын Аркадия Гайдара.

### XXI век
- 2003 — Лев Альтшулер (р. 1913), советский физик.
- 2004 — Памулапарти Венката Нарасимха Рао (р. 1921), премьер-министр Индии (1991—1996).
- 2007
  - Игорь Васильев (р. 1938), советский и российский актёр театра и кино, народный артист РФ.
  - Оскар Питерсон (р. 1925), канадский джазовый пианист и композитор.
- 2008 — Валентина Кропивницкая (р. 1924), российская и французская художница.
- 2009 — Григорий Бакланов (р. 1923), русский советский писатель.
- 2013 — Михаил Калашников (р. 1919), конструктор стрелкового оружия, Герой Российской Федерации, дважды Герой Социалистического Труда.
- 2015 — Альфред Гилман (р. 1941), американский фармаколог, лауреат Нобелевской премии (1994).
- 2020
  - Аркадий Андриасян (р. 1947), советский футболист (полузащитник), тренер. Чемпион СССР, обладатель Кубка СССР, призёр Олимпийских игр. Мастер спорта СССР международного класса (1972), заслуженный тренер Армянской ССР (1982). Капитан ереванского «Арарата».
  - Джеймс Эдвин Ганн (р. 1923), американский писатель, автор научно-фантастических романов и рассказов, издатель научной фантастики, антрополог, один из исследователей научной фантастики. Лауреат премии Хьюго (1983).
- 2024 — Дези Баутерсе (р. 1945), суринамский военный и политический деятель; председатель Национального военного совета страны (1980—1987); президент Суринама (2010—2020).

## Народный календарь
- Начинаются Дни Спиридонова Поворота (призыв Солнца, костры, купание в проруби), которые длятся до 29 декабря[10].
- Мина — целитель очных болезней (бесноватых, слепых, глухих)[11].